# Diogma sinensis
Diogma sinensis är en tvåvingeart som beskrevs av Yang 1995. Diogma sinensis ingår i släktet Diogma och familjen mellanharkrankar. Inga underarter finns listade i Catalogue of Life.